# Jeroen van Wetten
Jeroen van Wetten (Leiderdorp, 2 januari 1980) is een Nederlands voormalig betaald voetballer.
De aanvaller speelde als prof één seizoen voor ADO Den Haag en twee seizoenen voor RBC Roosendaal. Daarna kwam zijn profloopbaan ten einde en speelde hij nog als amateur bij Noordwijk en DOTO, ASWH en Barendrecht. In de zomer van 2011 lijkt Van Wetten te kiezen voor een rentree bij RBC Roosendaal, dat na het faillissement probeert een doorstart te maken. Die plannen gaan echter niet door, waarna Van Wetten toch bij Barendrecht blijft spelen als amateur.

## Carrière
| Seizoen | Club           | Competitie     | Wedstrijden | Goals |
| ------- | -------------- | -------------- | ----------- | ----- |
| 2000/01 | ADO Den Haag   | Eerste divisie | 1           | 0     |
| 2001/02 | RBC Roosendaal | Eerste divisie | 2           | 0     |
| 2002/03 | RBC Roosendaal | Eredivisie     | 5           | 0     |